# 李枓娥
李 枓娥（イ・ドゥア、朝鮮語: 이두아、1971年1月17日 - ）は、大韓民国の弁護士、女性政治家、政治評論家。第18代韓国国会議員。

## 経歴
大邱市達西区出身、本籍地は慶尚北道義城郡。大邱景和女子高等学校、ソウル大学校法科大学司法学科卒。第35回司法試験合格。法務法人クァンジャン弁護士、国選弁護人、市民とともに動く弁護士たち総括幹事、北韓民主化ネットワーク理事、ハンナラ党李明博大統領選挙候補人権特別補佐官・予算決算委員会委員を務めた。2009年3月、ハンナラ党比例代表の李達坤議員が行政安全部長官に内定されたことにより、繰り上げ当選した。以後第18代国会司法制度改革特別委員会委員・法制司法委員会委員・情報委員会委員、ハンナラ党院内報道官、セヌリ党院内副代表、尹錫悦大統領候補キャンプスポークスパーソン・法律支援団副団長を務めた。2024年9月、金融決済院監事に選ばれた。なお、弁護士として活動した時代は時事番組のコメンテーターとしても出演していた。

## エピソード
2007年11月、12月の大統領選挙への李会昌の出馬に反対する「ニューライト知識人」100人の署名に参加した。
生粋な「大邱っ子」だが、ソウルでの活動歴が長いため、総選挙で大邱の選挙区から出馬した際に「落下傘候補」と呼ばれたことがある。比例代表議員時代、2012年の第19代総選挙に大邱西区からの出馬が予想されたが、結局出馬しなかった。2020年の第21代総選挙にも出馬する意向を示したが、未来統合党の公認の段階で落第し、その後は闘病中の母を連れて、故郷の達西区に帰り弁護士事務所を開いた。
国会議員就任時は未婚で、「したいけど時間が経つほど難しくなる気がします」とインタビューで答えた。